# نقاط القرار
نقاط القرار هي مذكرات كتبها الرئيس الأمريكي السابق جورج بوش. صدر في 9 نوفمبر 2010، وكان الإصدار مصحوبًا بظهور تلفزيوني وطني وجولة وطنية. تجاوز الكتاب مبيعات مليوني نسخة بعد أقل من شهرين من صدوره، محطمًا الرقم القياسي الذي كان يحمله سابقًا الرئيس السابق بيل كلينتون في مذكراته "حياتي". ظهر في المرتبة الأولى في قائمة الكتب الأكثر مبيعًا في نيويورك تايمز.

## المحتوى
المذكرات المكونة من 481 صفحة مقسمة إلى 14 فصلاً. الفصلان الأولان يدوران حول حياته قبل الرئاسة. يتناول الفصل الأول الأحداث البارزة في حياته السابقة مثل قراره بالإقلاع عن الشرب في عام 1986. أما الفصل الثاني فيتعلق بقراره الترشح لمنصب حاكم ولاية تكساس، ومن ثم رئيس الولايات المتحدة . تتناول الفصول الاثني عشر المتبقية الأحداث التي وقعت خلال فترة رئاسته: هجمات 11 سبتمبر 2001 الإرهابية، والحروب في العراق وأفغانستان، والمساعدات للدول النامية، وزيادة القوات في العراق عام 2007، والقضايا المحلية (بما في ذلك البرنامج د من الرعاية الطبية [الإنجليزية]، وإصلاح الضمان الاجتماعي [الإنجليزية]، والقضايا المحلية)، عدم ترك أي طفل [الإنجليزية] وإصلاح الهجرة [الإنجليزية]، والاستجابة الفيدرالية لإعصار كاترينا، وأبحاث الخلايا الجذعية الجنينية، والأزمة المالية في عام 2008. كتب بمساعدة بحثية من نائب مدير كتابة الخطابات السابق بالبيت الأبيض كريستوفر ميشيل. يقدم بوش تفاصيل موسعة حول القضايا المحددة التي يغطيها الكتاب، موضحًا العملية وراء التوصل إلى قرار ولماذا اتخذه. كان إصلاح الهجرة بمثابة فشل سياسي ملحوظ لبوش، وهو يأسف لأنه لم يتعامل معه بشكل مناسب في السنوات اللاحقة.